# Air Jet
"Et vos projets ont des ailes" (2002)
Air Jet (code IATA : V6, code OACI : AIJ), filiale du groupe Jet Services était une compagnie aérienne régionale française de transport de courriers et colis, d'affaires et d'affrètement créée en 1979 et qui a commencé ses opérations de transport régulier de passagers en 1982 sur l'aéroport d'Avignon-Caumont.

## Histoire

### Jet Services

Logotype de Jet Services en 2007

En 1973, Roger Caille alors directeur d'une société d'informatique de la région lyonnaise a l'idée de créer une entreprise de messagerie express à la suite d'une plainte d'un de ses clients sur la lenteur de la Poste.
Avec son copain, Michel Garcia, patron d'un pressing, ils achètent une camionnette et assurent une liaison routière Lyon-Dijon, Jet Services était créée.
Ils obtiennent un chiffre d'affaires de un million de francs et un gros ennemi, la Direction des Postes qui va s'intensifier lors des grèves de la Poste en 1974.
Roger Caille utilise alors les services de la Compagnie Pan Européenne Air Service qui met à sa disposition un Piper Aztec PA 23 immatriculé F-BTCD, puis deux autres appareils (le F-BTMT suivi du F-BTYY) qui réalisaient des vols quotidiens de courrier et fret postal. Les contrôleurs de Lyon-Bron avait alors donné un surnom à l'avion qui arrivait le premier sur l'aéroport au tout petit matin " le laitier".
Jet Services desservait à l'origine Poitiers, puis Niort pendant quelques années.
Le but de ces liaisons était de rapatrier le plus vite possible au petit matin, les chèques de banques comme ceux du Crédit Agricole qui convergeaient vers l'aéroport de Niort par la route depuis la fermeture des succursales en fin d'après-midi la veille, pour être remis à leur société de traitement de chèques sur Lyon dès l'ouverture le lendemain matin et ceci pour éviter que les dates de valeurs coûtent cher aux banques.
Un Partenavia P68B immatriculé F-BXLI a ensuite été exploité notamment pour les vols courriers et fret postal.
En 1995, Jet Services est considéré comme le premier transporteur français privé de petit colis express.
Roger Caille rachète les parts de Michel Garcia (42,5 %) en 1995 (qui a créé la société de messagerie internationale Jet Worldwide) et vend Jet Services en 1999 au groupe TNT (Thomas Nationwide Transport) pour 2 milliards de Francs.  Il se retirera des affaires par la même occasion.
Roger Caille est mort en 2007, à l’âge de 73 ans.

### Air Jet

1er logotype de la compagnie Air Jet

Roger Caille créé Air Jet en 1979[réf. à confirmer].
A l'hiver 1980, la compagnie était utilisée pour le transport des vaccins contre la grippe à destination des officines.
Le 03 décembre 1980, Air Jet entrait en flotte son premier Fokker 27-400 immatriculé F-GCJV (c/n 10361, construit en 1968) qui a servi quelques mois chez Air Alpes (avril 1980) et avant chez l'espagnol Ibéria (immatriculé EC-BOE le 16 mai 1968 sous le nom de baptême Rio Pisuerga).
Le 03 mai 1982, Air Jet se lance dans l'aventure des lignes régulières en exploitant la ligne Avignon-Lyon en Fokker F 27-600. Elle s'implantait également sur Avignon pour le fret qu'elle exploitera la nuit jusqu'en 1994.
Elle développe aussi l'aviation d'affaires en basant un Beechcraft King 200 à Paris-Le Bourget et un King 90 à Lyon-Bron.
En 1990, Roger Caille, sponsor nautique avec cinq navires de course "Jet Services 1, 2, 3, 4 et 5" qui ont gagné des courses dont la Course de l'Europe et battu des records, notamment le record de la traversée de l'atlantique Nord en équipage, ami de Lorient et du Morbihan, voulait créer une liaison aérienne Lorient-Lyon-Genève pour transporter quotidiennement la marée fraiche haut de gamme du port de Lorient en plus des 25-30 passagers par jour nécessaires pour rentabiliser le Fokker 27 cargo-mixte.
En 1991, la compagnie emploie 140 personnes dont 49 personnels navigants, fait voler 06 avions de plus de 20 sièges pour 14 000 passagers annuels avec un taux de remplissage moyen de 36%.
En 1991, Air Jet représentait 0,6% des 18 656 tonnes de fret traitées sur l'aéroport de Lyon. Elle distribue en 1992 chaque jour, 82 000 colis de 5 à 6 kg à travers cinq filiales régionales dans 90 centres d'exploitation.
Le 02 octobre 1995, une ligne régulière de passagers pour la clientèle d'affaires est ouverte entre Roissy et l'aéroport de London City pour concurrencer Air France ou British Midland. Elle s'imposait grâce à une "Airjet carte" qui est prévue pour payer le vol c'est-à-dire une carte à puce prépayée qui supprime le billet et la réservation. Elle contenait deux ou six voyages allers retours qui étaient assurés à tous les détenteurs de la carte. Il suffisait aux détenteurs de se présenter au comptoir 15 minutes avant le départ pour bénéficier d'une place sur un vol (2500 abonnés en 16 mois d'activité).
Jet Services, la société mère étant sponsor de l'équipe de basket Pau-Orthez, championne de France, à compter de la saison 1996-1997, la compagnie Air Jet transporterait aussi des invités aux matches de basket européens de l'équipe béarnaise.
Air Jet avait été racheté en 2001 par Bruno Tappon, l'un de ses commandants de bord. Le créneau de la compagnie était toujours le transport de colis, vols pour d'autres compagnies comme Air France, le charters et le charter haut de gamme pour le compte d'entreprise comme les laboratoires pharmaceutiques, puis en 2002 les lignes régulières.
Air Jet était mis en redressement judiciaire en Mars 2003 alors que la compagnie avait été cédée à Salim Troudi, un homme d'affaires franco-Algérien spécialisé dans l'import-export de produits agricoles et de matériaux de construction ainsi que dans les transports terrestres.
En mai 2003, Air Atlantique (pour laquelle Air Jet assurait la commercialisation des vols) et son actionnaire historique Jacques Mossé (puisque depuis 2002, la compagnie est détenue en grande partie par le Conseil Général de la Seine-Maritime), reprennent une petite partie des actifs de la compagnie Air Jet. Air Atlantique reprendra 25 personnels sur la centaine d'Air Jet et deux lignes régulières (Paris vers La Rochelle et Saint-Etienne).

## Code I.A.T.A.
Air Jet avait obtenu différents codes de l'Association internationale du transport aérien.
- FE.
- YH.
- V6.

## Le réseau

### Passagers
1981 :
- Avignon - Lyon.

1995 :
- Avignon - Lyon,
- Paris - Londres La City.

Eté 2002 :
- Paris - La Rochelle,
- La Rochelle - Bordeaux,
- Bordeaux - Genève,
- Bordeaux - Toulouse - Genève,
- Paris - Saint Etienne,
- Lille - Metz.

2003 :
- La Rochelle - Paris,
- Saint-Etienne - Paris,
- Toulouse - Genève,
- Bordeaux-Toulouse-Genève,
- Toulouse - Le Havre - Rouen (réalisé par Air Atlantique sous numéro de vol Air Jet).

### Fret
- Avignon - Paris,
- Avignon - Cologne.

## Flotte
- Fokker 27- 400/600 Friendship : F-GHRC, F-GFJS, F-GKJC, F-BYAB, F-GDFT et F-GCJV.
- British Aerospace BAe 146 (Avro RJ) : F-GLNI, F-GOMA, F-GMMP (loué), F-BTHT (Cargo).
- Saab 2000: F-GTSB et F-GOAJ.
- Beechcraft 200.
- Beechcraft 90.

## Galerie photographique

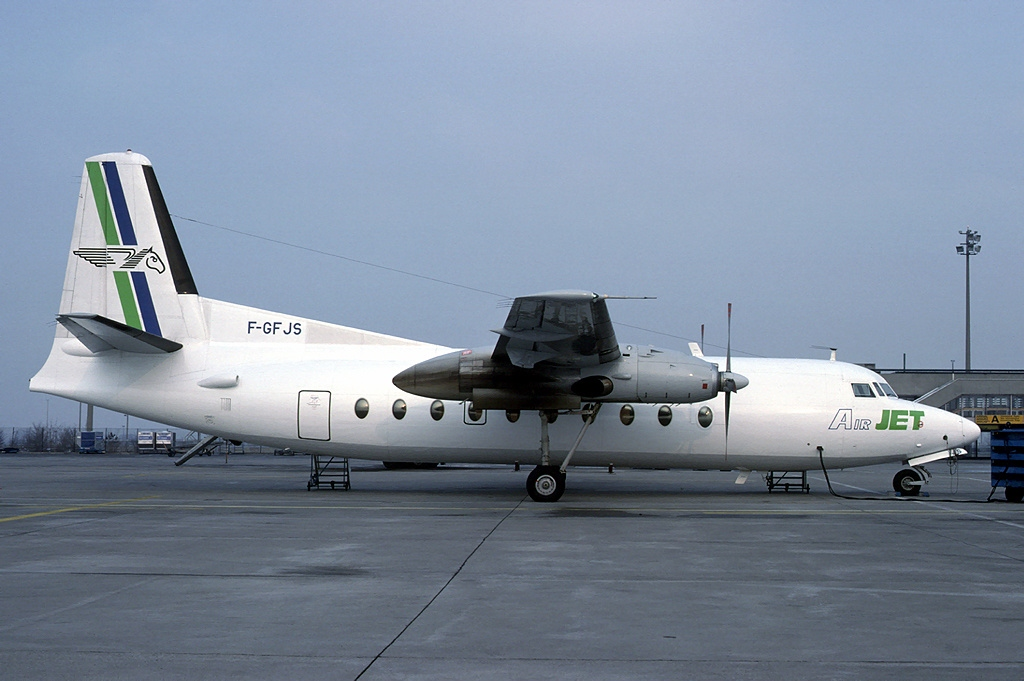
Fokker F27 Friendship F-GFJS à Bâle/Mulhouse en 1987
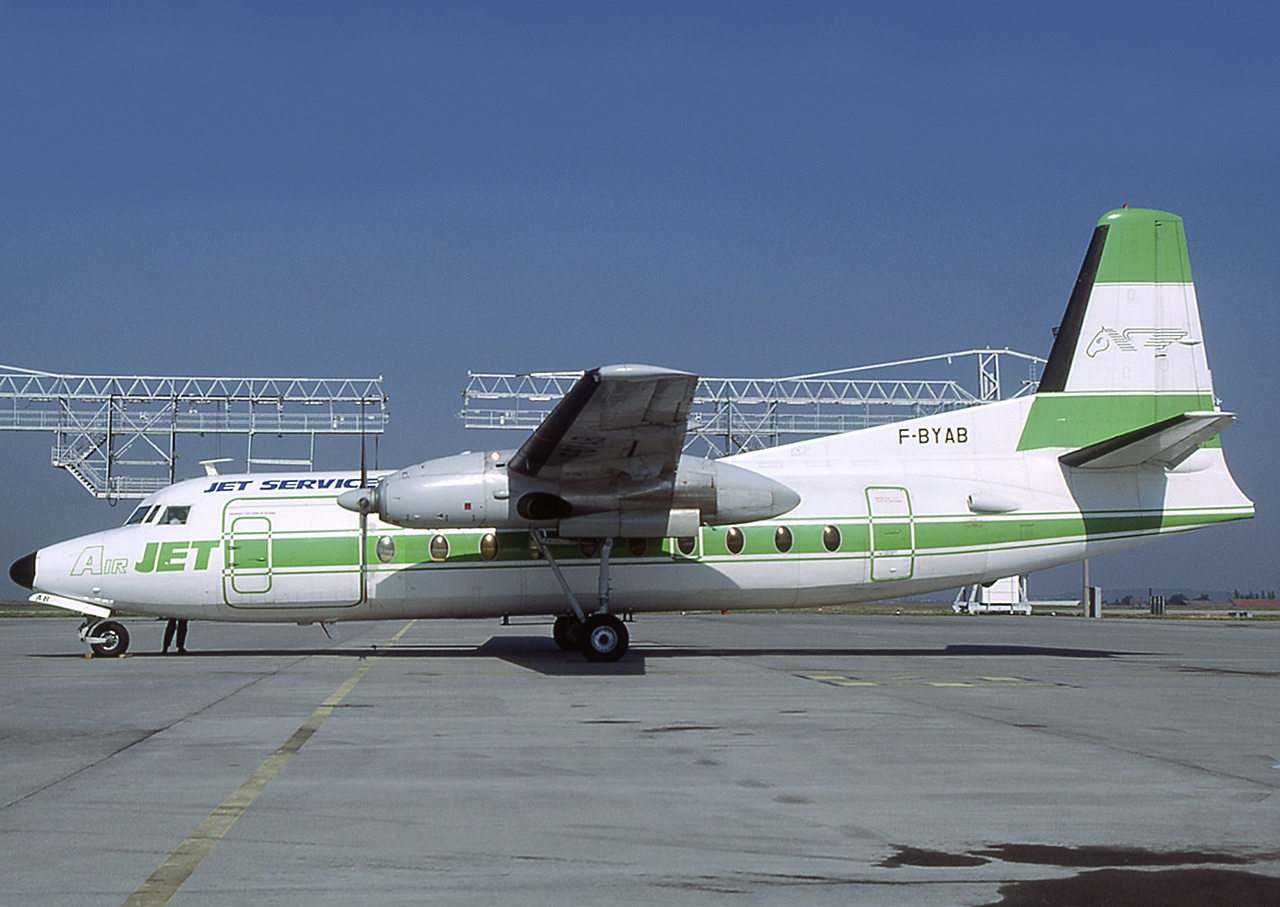
Fokker F-27-600 Friendship F-BYAB à Paris-Roissy en 1988
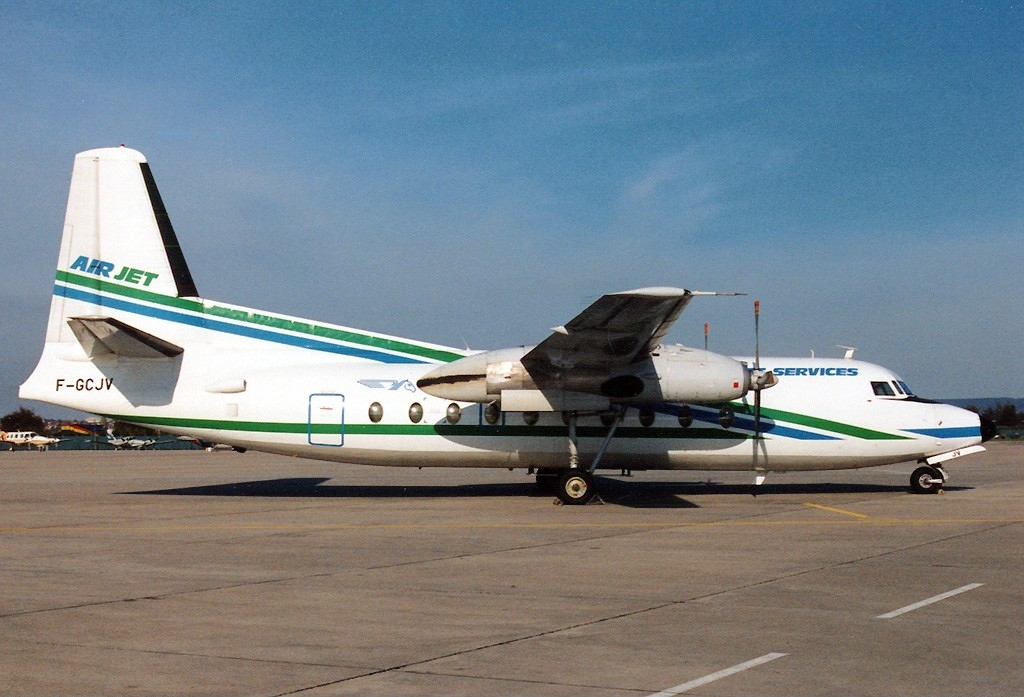
Fokker F-27-400 Friendship F-GCJV à Stuttgard en 1990
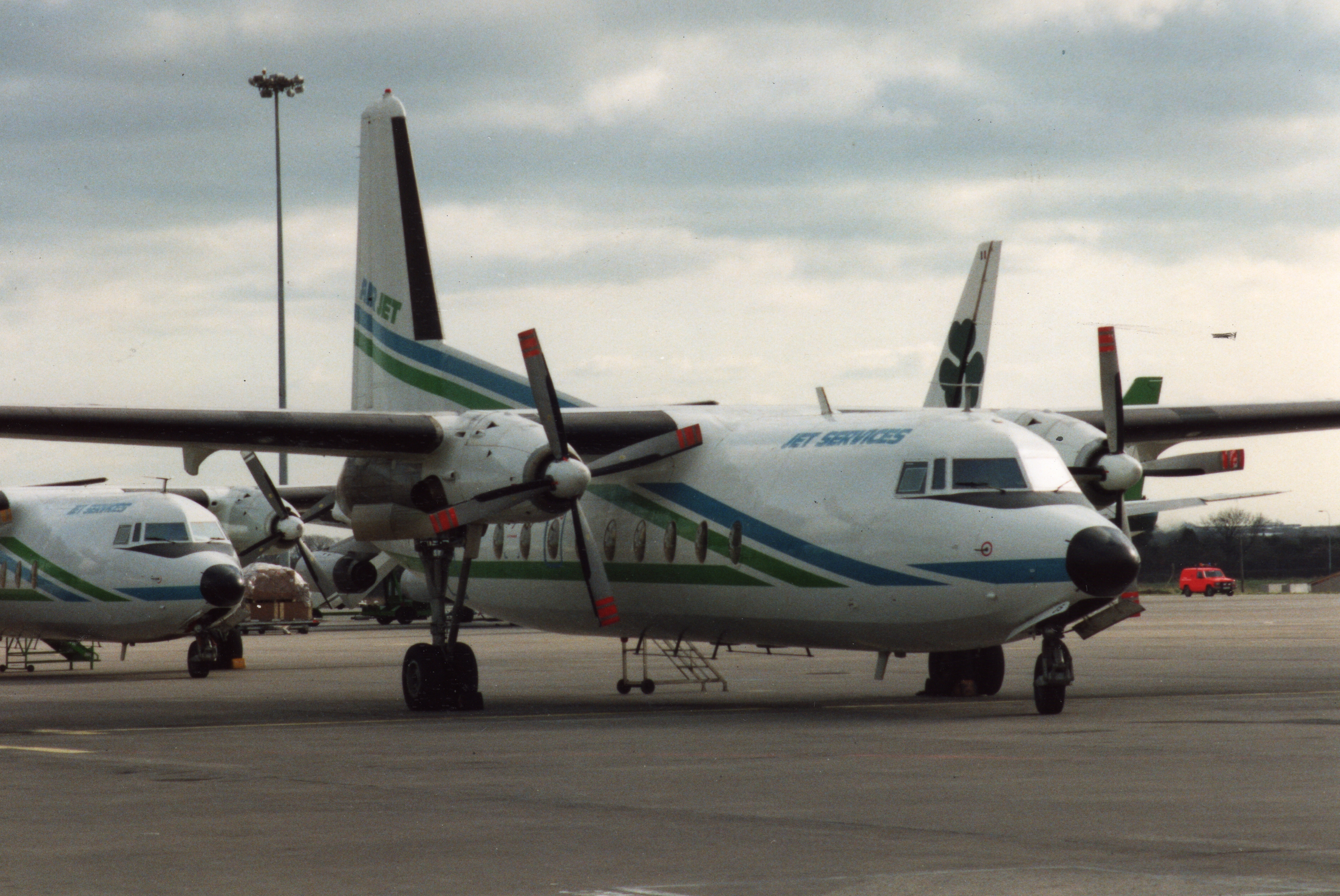
Fokker F27 Friendship F-GFJS à Dublin en February 1993
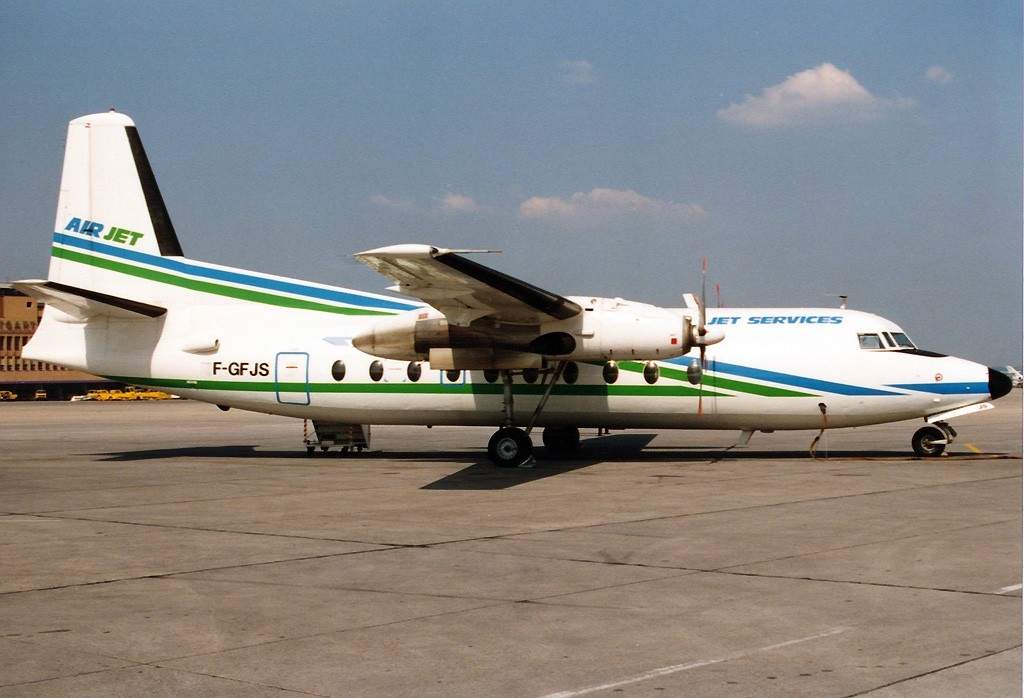
Fokker F27 Friendship F-GFJS à Stuttgart en Avril 1993
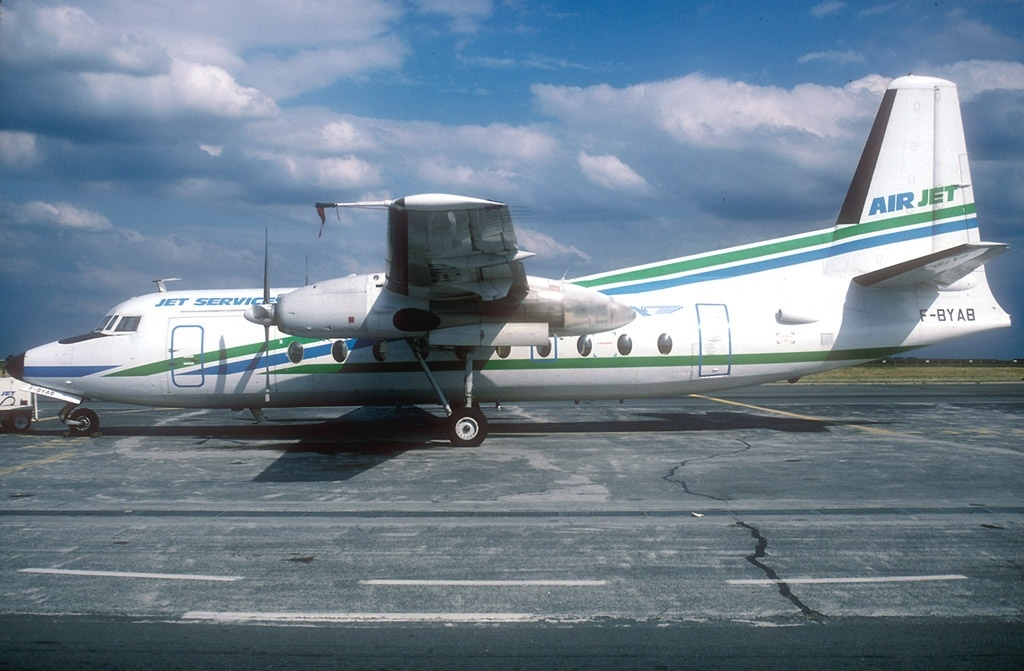
Fokker F-27-600 Friendship F-BYAB à Paris-Orly en 1995
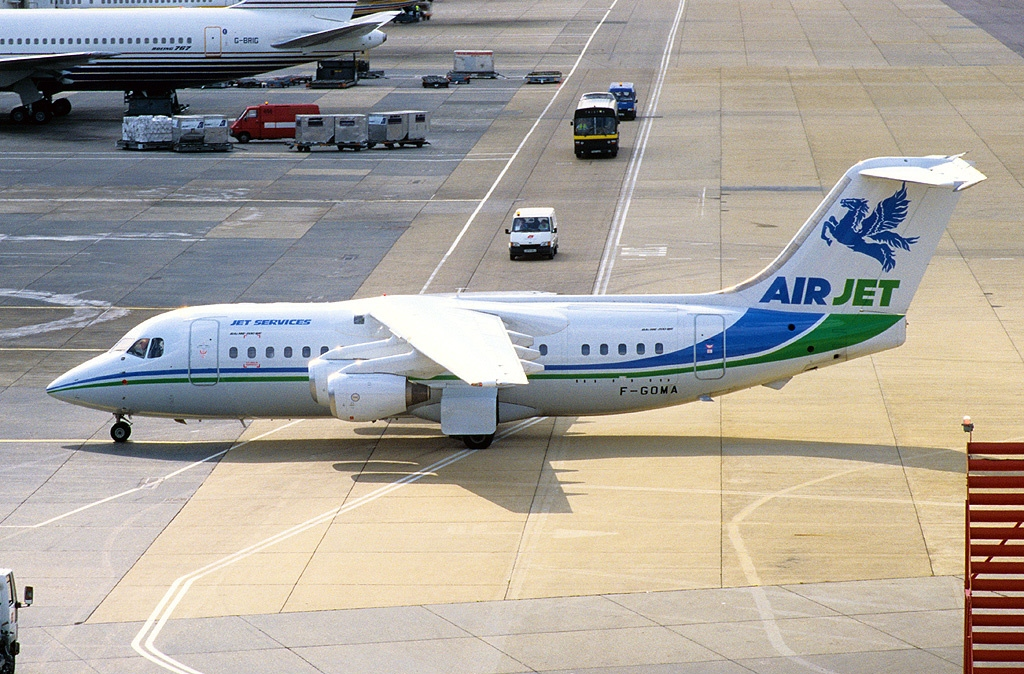
British Aerospace BAe-146-200 F-GOMA à Londres-Gatwick en 1994
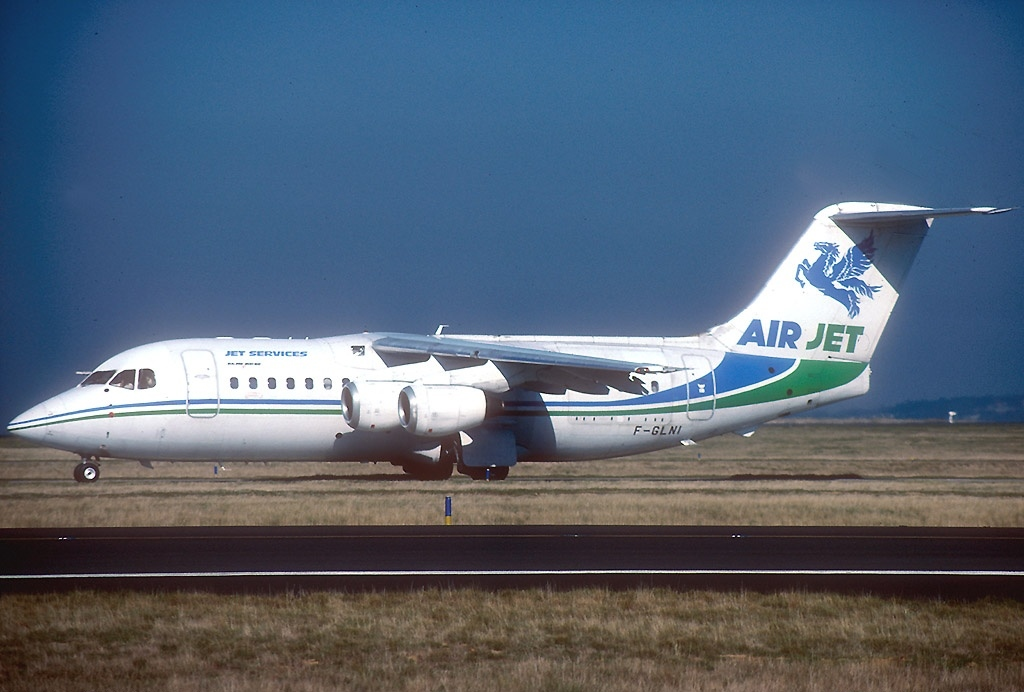
British Aerospace BAe-146-200QCQuick Change F-GLNI à Paris-Roissy en 1994
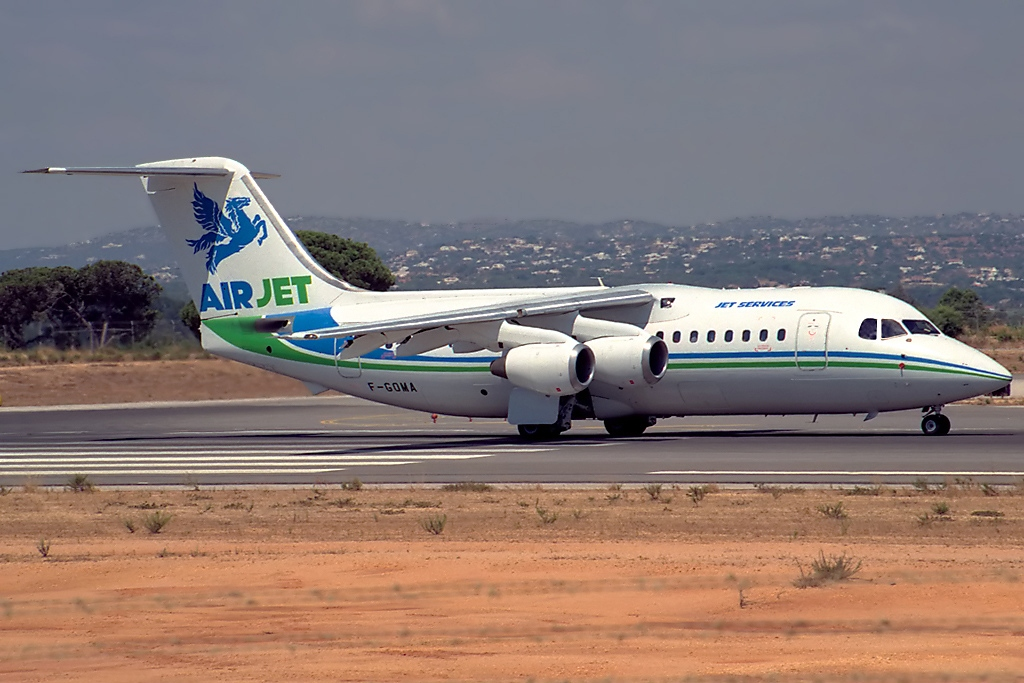
British Aerospace BAe 146-200QC F-GOMA à Faro (Portugal) en Août 1996
British Aerospace BAe-146-200QCQuick Change F-GLNI en 2002